# Горкавий Сергій Кирилович
Сергі́й Кири́лович Горка́вий (*13 січня 1956, Велика Загорівка) — прозаїк.
Народився 13 січня 1956 р. в с. Велика Загорівка Борзнянського району Чернігівської області.
Закінчив філологічний факультет Київського державного університету ім. Т. Г. Шевченка. Працює у видавництві «Мистецтво».
Автор книжок «Гість», «У народі кажуть», «Мудрість віків» (у 2-х томах), багатьох публікацій у періодиці.